# April March
April March (nombre real Elinor Blake, n. 20 de abril de 1965) es una cantante y compositora estadounidense de indie pop que canta tanto en inglés como en francés. También ha sido animadora de dibujos animados, incluyendo una temporada como animadora principal de la serie Ren y Stimpy.

## Biografía

### Inicios
Nacida en California con el nombre real de Elinor Lanman Blake, es hija de una guía de museo y un editor literario. Ya desde niña sintió fascinación por Francia y en la secundaria participó en un programa de intercambio en aquel país. En sus álbumes suele incluir canciones tanto en inglés como en francés, inspirados en temas del pop francés de los 60.

### Carrera
En sus inicios a principios de los 80, March trabajó como animadora para Archie Comics y Pee Wee's Playhouse; en 1986 trabajó en la película de Madonna, Who's That Girl, animando a la estrella en los títulos iniciales así como en el vídeo musical.
Su primera banda, The Pussywillows, se formó en 1987. Luego, March, se tomó un año para acudir al Programa de Animación de Personajes de Disney en el California Institute of the Arts. En 1991, The Pussywillows se separó y March formó la banda The Shitbirds, que duró hasta 1995. Desde entonces, March ha grabado como solista y ha aparecido en varias bandas sonoras de películas así como en el tema de la serie de animación de Cartoon Network, Soy La Comadreja. 
Su trabajo más conocido ha sido la traducción y adaptación de la canción francesa "Laisse tomber les filles" de France Gall en el disco "Chick Habit". Dicha canción ha aparecido en la comedia adolescente de 1999, But I'm a Cheerleader, en la banda sonora de la película de 2007 de Quentin Tarantino, Death Proof, y como tema de fondo, en 2008, en el anuncio de televisión del Renault Twingo en el Reino Unido y Francia.
En España, la versión que hizo de “Cet air lá”, también original de France Gall, se ha hecho conocida al ser incorporada como sintonía en la segunda hora del programa de la Cadena Ser “Hablar por hablar”.
March recientemente ha colaborado en Estados Unidos con los Dust Brothers y en Francia con Bertrand Burgalat. También ha estado trabajando en nuevo álbum desde 2005. Se titula Magic Monsters y está disponible vía itunes y otros medios de distribución digital desde el 22 de abril de 2008.

### Vida personal
Vive en Ohio y está casada con Warren Zanes, músico y vicepresidente del Rock and Roll Hall of Fame de Cleveland (Ohio).

## Discografía

### Álbumes
- Gainsbourgsion! (1994) - Solo en Francia. Nunca lanzado oficialmente.
- Paris In April (1995)
- Superbanyair (1997) - Solo en Japón.
- April March Sings Along With The Makers (1997) - Colaboración con The Makers.
- Lessons Of April March (1998) - Solo lanzamiento promocional en prensa y radio.
- April March and Los Cincos (1998) - LP de vinilo.
- Chrominance Decoder (1999)
- Triggers (2002)
- Grindhouse (2007)
- Magic Monsters (2008)
- April March and Aquaserge (2012)
- In Cinerama (2021)

### EP
- Chick Habit (1995)
- April March and Los Cincos Featuring The Choir (1997) - Edición limitada solo en Japón. Con Petra Hayden y Bennett.
- Dans Les Yeux D'April March (1999) - Solo en Francia. Edición limitada Tricatel Club Release. Número limitado de vinilo blanco.

### Singles
- Sometimes When I Stretch (2003)